# Stylinodon
Stylinodon is een geslacht van uitgestorven zoogdieren uit het Vroeg- tot Laat-Eoceen.

## Beschrijving
Dit 130 cm lange dier had krachtige graafpoten die voorzien waren van sterke klauwen. Het lichaam leek op dat van een aardvarken, waarop een kop met een varkenssnuit stond. Het gebit van dit dier had geen snijtanden, maar wel hoektanden, die zich ontwikkeld hadden tot grote, wortelloze knaagtanden. De pinvormige kiezen groeiden levenslang door vanwege slijtage, veroorzaakt door het herbivore dieet van dit dier. Deze kiezen waren bedekt met een strook email.

## Leefwijze
Het voedsel van dit herbivore dier bestond waarschijnlijk uit wortels en wortelknollen.

## Vondsten
Resten van dit dier werden gevonden in de Amerikaanse staten Wyoming, Colorado en Utah.